# Rock On
Rock On ist ein Lied von David Essex aus dem Jahr 1973, das von ihm geschrieben und Jeff Wayne produziert wurde. Es erschien auf dem gleichnamigen Album.

## Geschichte
Der Song beinhaltet eine langsame Gesangsdarbietung in cis-Moll und eine minimalistische rhythmusbetonte Instrumentierung, mit Einflüssen aus Reggae und Dub. Die Texte sind als Hommage der früheren Rock-’n’-Roll-Stars, der Jugendkultur der 1950er und James Dean (obwohl unter dem Namen Jimmy Dean sowohl er als auch der gleichnamige Musiker aufgeführt werden).
Für das markant zurückhaltende Arrangement war Jeff Wayne verantwortlich:

„"Rock On" wurde mir im Studio vorgeführt, nach dem ich die Jingle Sessions beendete. Und die Art wie David mir den Song vortrug war, dass er ins Studio ging, unser Toningenieur ihm ein Mikrofon gab und er sich ein Mikrofon gab und den Rhythmus trommelte, weil keine Instrumente da waren. Da keine Instrumente da waren, stimmte der Toningenieur auch das Echo ein, sorgte auch für die passable Atmosphäre und dann begann die Arbeit. Ich ging weg und dachte über den Song nach und die Anziehungskraft lagen in der Tiefe und die Stimmung im Gesang. Und so kam ich auf die Idee, dass Niemand einen Akkord spielt, deshalb keine Keyboards und Gitarren.“

„Als David Rock On schrieb, war es ein Lied, das mir aus meiner Sicht als Arrangeur und Produzent viel mehr abenteuerliche Ideen und ein Konzept vom Sound gab. Eine Ballade ist eine Ballade, während wir mit Rock On gegen die Wand führen, es war ein Wagnis und ein kleiner Kampf, um es durchzuwinken. Aber David und ich hatten das Gefühl, dass Rock On eine bahnbrechende Platte wird. Wäre es eine Ballade, wärs ein kurzfristiger Erfolg und es gäbe musikalisch keinen Unterschied.“

Laut Wayne spielten nur drei Studiomusiker an dem Song, am prominentesten war von denen der erfahrene Musiker Herbie Flowers, der mit seiner zweigleisigen Bassgitarre seinen "Slapback-Delay"-Effekt nutzt und einen komplexen polyrhythmischen Backbeat erzeugte:

„Ich kann mich an die drei Studiomusiker, die mitarbeiteten erinnern, die sich in den meist leeren Advision Studios im Studio 1 umsahen, ob der Rest der Musiker auch kommt. Ich erklärte: Es gibt keine Anderen auf die ich mich darauf verlassen kann, dass sie meine Ideen verstehen. Während die Drum und Percussion-Parts geschrieben wurden, war es auf jeden Fall Herbie, der der sofort verstand, dass eine Bassgitarre mit Lead-Riff infrage kommt, die den Song super ausfüllen könnte, er nahm meine Idee, machte ein paar Notizen und konstruierte seinen erstaunlichen Bass-Riff. Zum Schluß schlug er vor, es eine Oktave höher zu spielen. So stand dieser ungewöhnliche Bass-Sound im Vordergrund. - Das wäre nie möglich gewesen, wenn wir so wenig künstlerische Freiheit gehabt hätten.“

Flower bemerkte, dass ihm für seine Arbeit statt die üblichen 12 Pfund 24 Pfund pro Stunde berechnet wurden. Eine ähnliche Doppeltrack-Bassline spielte Flowers auch in Lou Reeds Walk on the Wild Side und in einem Interview mit BBC Radio 4 erklärte er, dass er es tat, nur weil er doppelt bezahlt werden würde.
Die Veröffentlichung war am 1. August 1973, in Kanada wurde der den Musikrichtungen zuzuordnende Glam Rock und Bluesrocksong ein Nummer-eins-Hit.
Im Jahr 1988 erschien von Shep Pettibone ein Remix des Songs, das auf Essex Kompilation His Greatest Hits erschien und Platz 93 in den britischen Charts belegte. Diese Version ist in den Filmen Ich liebe Dick, The Devil’s Rejects und in ein paar Episoden von den Sopranos und Cold Case – Kein Opfer ist je vergessen zu hören.

## Kommerzieller Erfolg

### Chartplatzierungen
| ChartsChartplatzierungen       | Höchstplatzierung | Wochen |
| ------------------------------ | ----------------- | ------ |
| Deutschland (GfK)              | 44 (2 Wo.)        | 2      |
| Vereinigte Staaten (Billboard) | 5 (25 Wo.)        | 25     |
| Vereinigtes Königreich (OCC)   | 3 (11 Wo.)        | 11     |

| ChartsJahrescharts (1974)      | Platzierung |
| ------------------------------ | ----------- |
| Vereinigte Staaten (Billboard) | 17          |

### Auszeichnungen für Musikverkäufe
| Land/Region                  | Auszeichnungen für Musikverkäufe (Land/Region, Auszeichnung, Verkäufe) | Verkäufe  |
| ---------------------------- | ---------------------------------------------------------------------- | --------- |
| Vereinigte Staaten (RIAA)    | Gold                                                                   | 1.000.000 |
| Vereinigtes Königreich (BPI) | Silber                                                                 | 250.000   |
| Insgesamt                    | 1× Silber · 1× Gold ·                                                  | 1.250.000 |

## Coverversion von Michael Damian
im Jahr 1989 coverte Michael Damian Rock On, das auf dem Album Where Do We Go From Here erschien und Soundtrack des Films Dream a Little Dream ist. Das Cover ist im Vergleich zum Original deutlich härter gehalten und kommt ohne "Verzerrungen" im musikalischen und im Gesang aus. Zudem wurde hier auch ein Synthesizer angewendet. Das Cover entspricht den Musikrichtungen Glam Rock und Synthie-Pop. Die Veröffentlichung war am 17. März 1989, in den Vereinigten Staaten und Kanada wurde es ein Nummer-eins-Hit. In VH1s Liste 100 Greatest One Hit Wonders of the 80s erreichte dieses Cover Platz 100.

### Chartplatzierungen
| ChartsChartplatzierungen       | Höchstplatzierung | Wochen |
| ------------------------------ | ----------------- | ------ |
| Deutschland (GfK)              | 45 (9 Wo.)        | 9      |
| Vereinigte Staaten (Billboard) | 1 (21 Wo.)        | 21     |

| ChartsJahrescharts (1989)      | Platzierung |
| ------------------------------ | ----------- |
| Vereinigte Staaten (Billboard) | 45          |

### Auszeichnungen für Musikverkäufe
| Land/Region               | Auszeichnungen für Musikverkäufe (Land/Region, Auszeichnung, Verkäufe) | Verkäufe |
| ------------------------- | ---------------------------------------------------------------------- | -------- |
| Vereinigte Staaten (RIAA) | Gold                                                                   | 500.000  |
| Insgesamt                 | 1× Gold ·                                                              | 500.000  |

## Andere Coverversionen
- 1982: Toni Basil
- 1990: Heaven’s Gate
- 2001: Smashing Pumpkins
- 2006: Def Leppard